# (5139) Rumoi
(5139) Rumoi es un asteroide perteneciente al cinturón de asteroides, descubierto el 13 de noviembre de 1990 por Masaru Mukai y el también astrónomo Masanori Takeishi desde la Estación Kagoshima, Japón.

## Designación y nombre
Designado provisionalmente como 1990 VH4. Fue nombrado Rumoi en homenaje a la ciudad japonesa de Rumoi, situada en la parte del noroeste de Hokkaido, donde nació uno de los descubridores.

## Características orbitales
Rumoi está situado a una distancia media del Sol de 2,856 ua, pudiendo alejarse hasta 2,949 ua y acercarse hasta 2,763 ua. Su excentricidad es 0,032 y la inclinación orbital 2,850 grados. Emplea 1763,41 días en completar una órbita alrededor del Sol.

## Características físicas
La magnitud absoluta de Rumoi es 12. Tiene 12 km de diámetro y su albedo se estima en 0,409.